# Porcostoma dentata
Genre
Espèce
Statut de conservation UICN

 LC  : Préoccupation mineure
La Spare dentue (Porcostoma dentata) est une espèce de poissons marins de la famille des Sparidae. C'est la seule espèce du genre Porcostoma.
Elle est endémique du sud-ouest de l'Océan Indien au large des côtes du Mozambique et de l'Afrique du Sud.